# Могила Налетина
Могила Налетина (или Могила Копанева) — курган в городе Кривой Рог Днепропетровской области.

## История
В 1982 году археологом Л. П. Елиновой (Крыловой) обнаружен курган эпохи бронзы.
16 апреля 1987 года, в соответствии с решением Днепропетровского облисполкома № 180, памятник взят на учёт под охранным номером 5868.
В 2009 году произведён повторный осмотр историком А. А. Мельником.

## Характеристика
Расположен на Центральном кладбище в Долгинцевском районе города Кривой Рог. Как основной курган ходит в курганную группу «Новоукраинка» из трёх курганов.
Насыпь в виде полусферы, подрезанной с юга асфальтированной дорогой шириной 5,8 м, идущей на кладбище. Высота 4,3 м, диаметр до 50 м. Поверхность задернована. С трёх сторон (кроме юга) у подножия находятся современные могилы.
На вершине кургана расположена металлическая пирамида пункта триангуляции. В 14 м западнее вершины Т-образная яма размерами 3,7×4×1,1 м. В 2,5 м юго-восточнее центра в современной яме глубиной 0,7 м обнажились плиты захоронения эпохи бронзы. На поверхности кургана много ям от выемки земли для благоустройства могил. Охранные знаки и предупреждения отсутствуют.